# Pyreneeën
De Pyreneeën (Frans: Pyrénées, Spaans: Pirineos, Catalaans: Pirineus, Baskisch: Pirinioak) zijn een gebergte in Zuidwest-Europa en vormen sinds 1659 de natuurlijke grens van Spanje en Frankrijk. Het gebergte strekt zich uit over ongeveer 430 kilometer, van het westen naar het oosten, van de Golf van Biskaje naar de Middellandse Zee.
Het gebergte is ontstaan door de botsing van het Iberisch Schiereiland met het Europese continent, gedurende de Alpiene orogenese, vanaf circa 50 miljoen jaar geleden tot heden. Er zijn 129 pieken met een hoogte van 3000 meter of meer. De hoogste berg in de keten is de Aneto (3404 meter), gelegen in het uiterste noordoosten van het Spaanse Aragón.
De Pyreneeën bestrijken in totaal zes Franse departementen en vier Spaanse regio's; het dwergstaatje Andorra ligt volledig in het gebergte. Er zijn aan Franse en Spaanse kant diverse natuurreservaten.

## Afbeeldingen

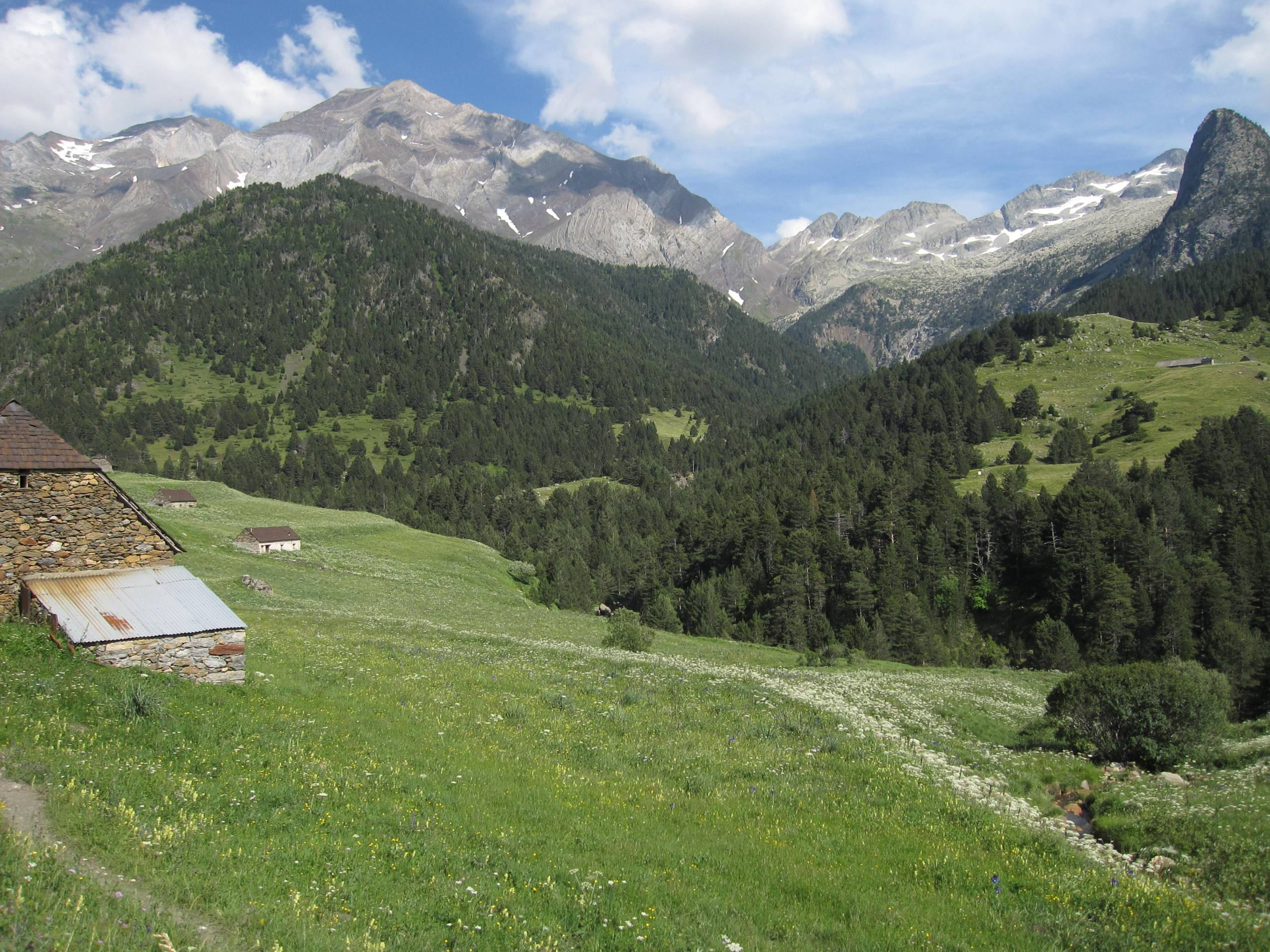
Posets-massief
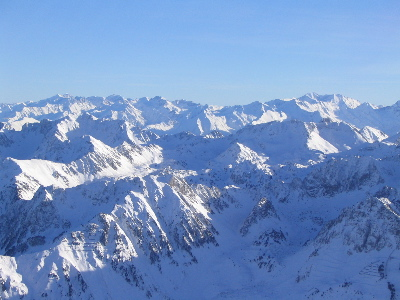
Centrale Pyreneeën
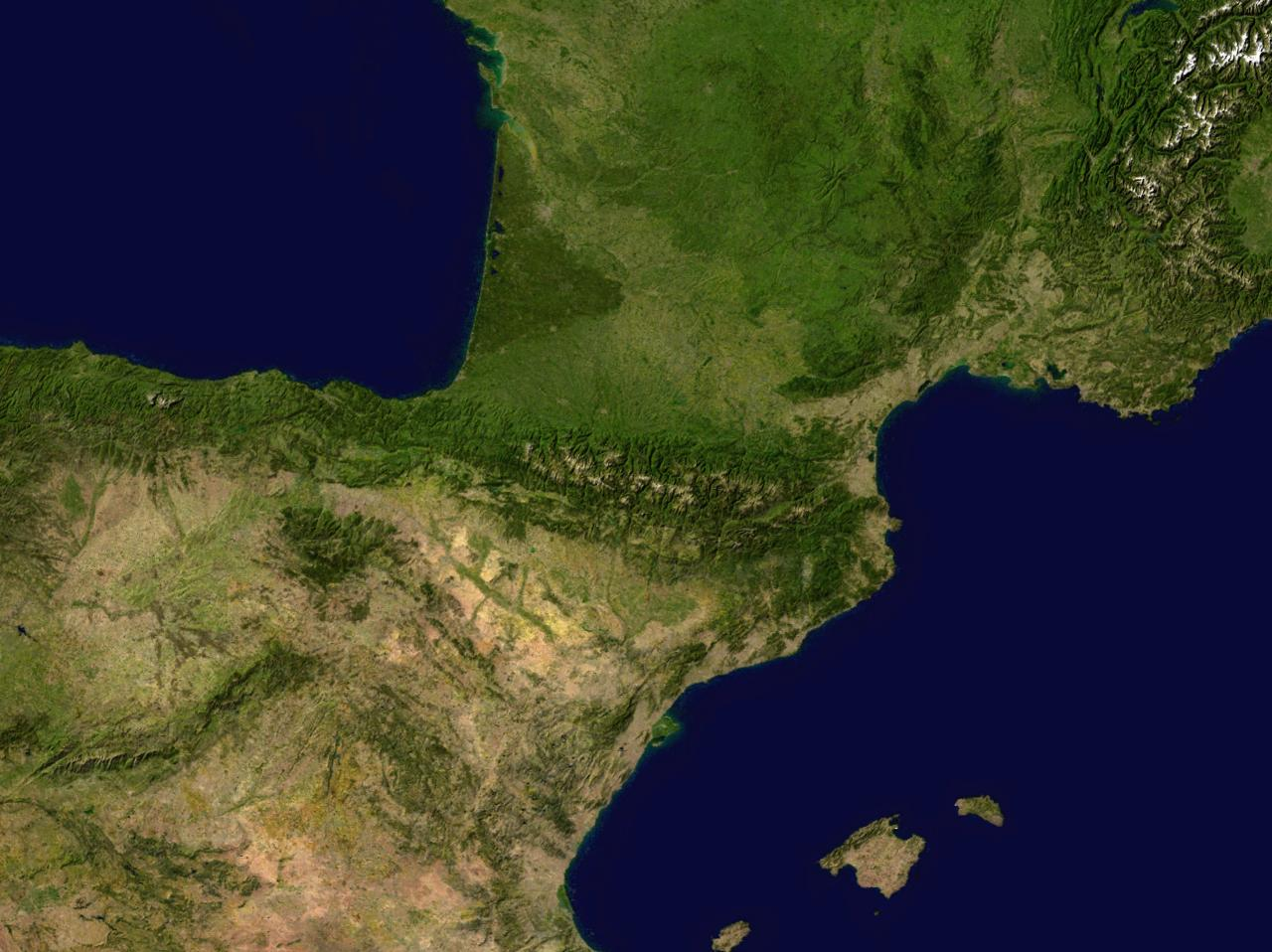
Pyreneeën
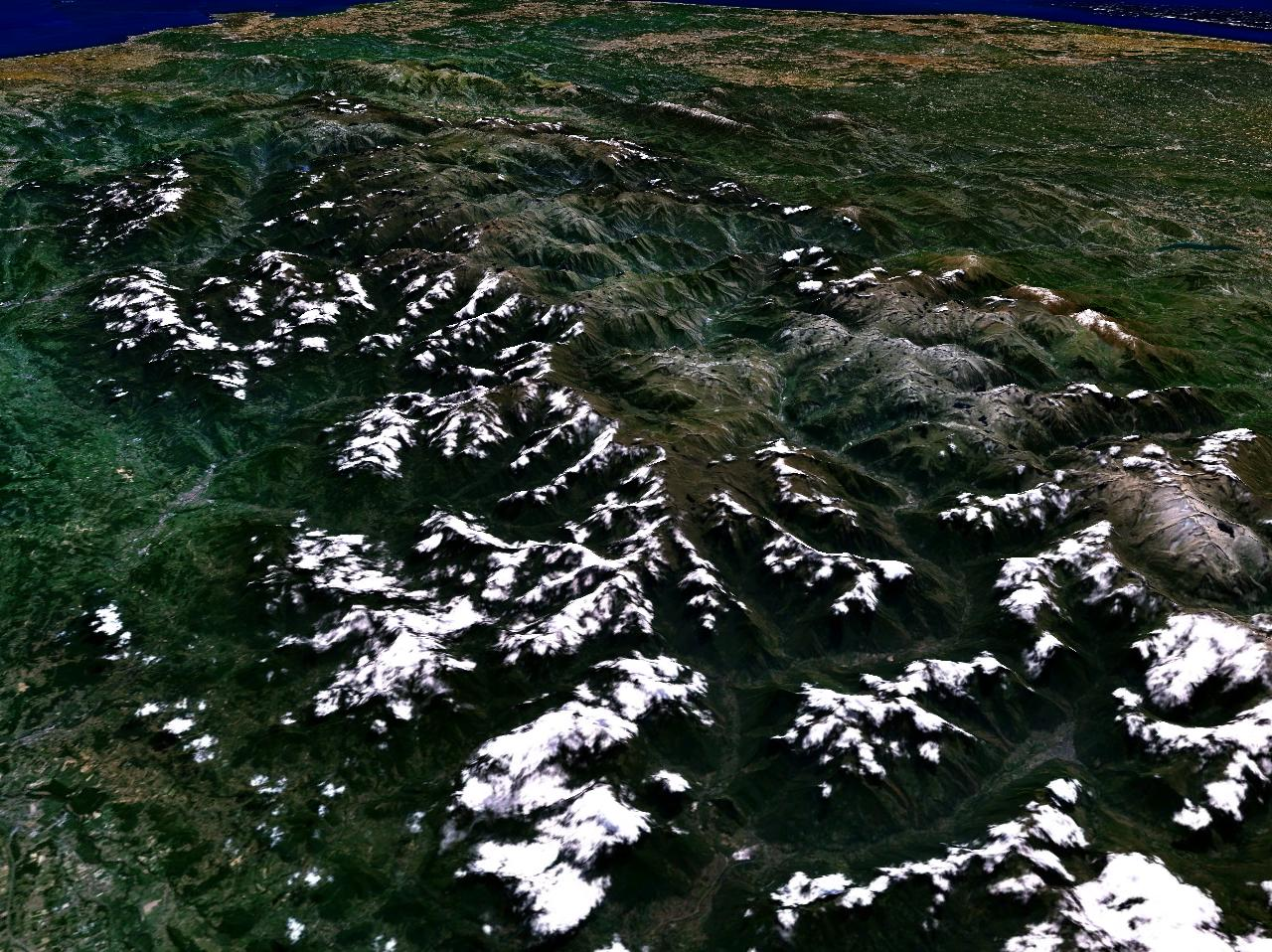
Pyreneeën, oostzijde
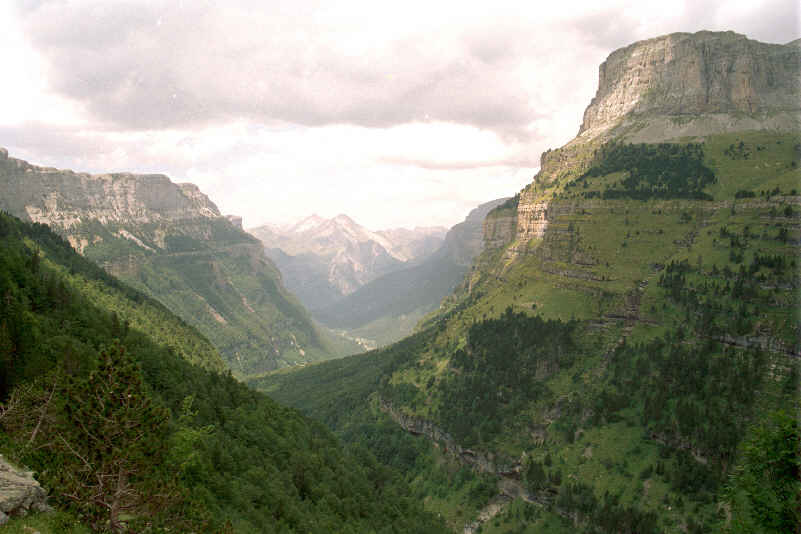
De Ordesa-vallei aan de Spaanse zijde van de centrale Pyreneeën
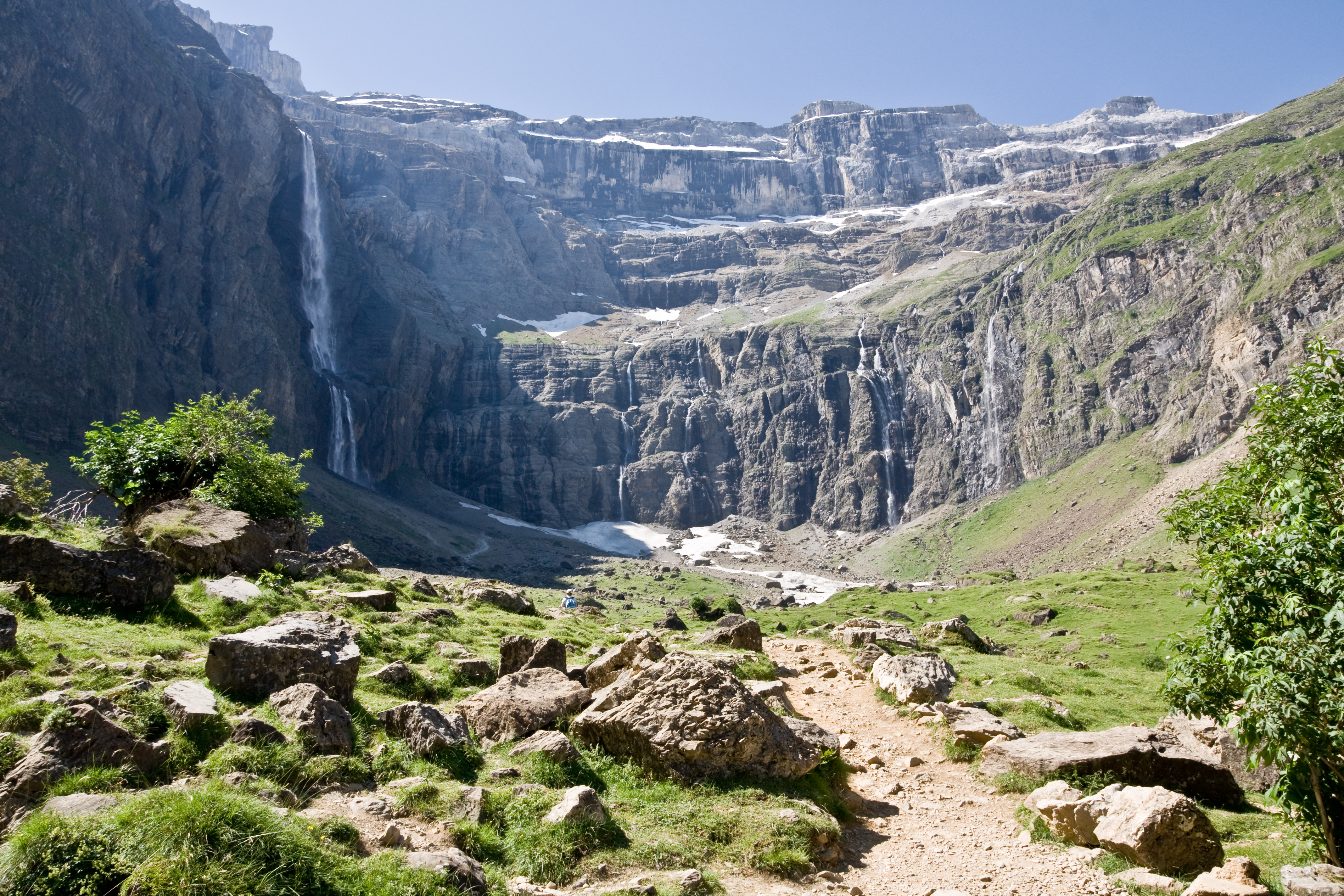
Cirque de Gavarnie
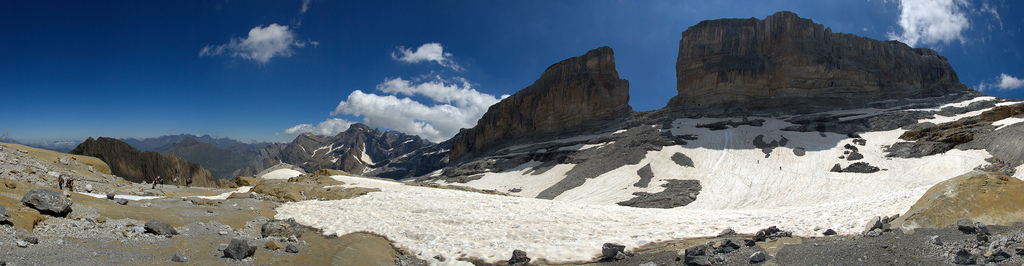
Brèche de Roland

## Geografie

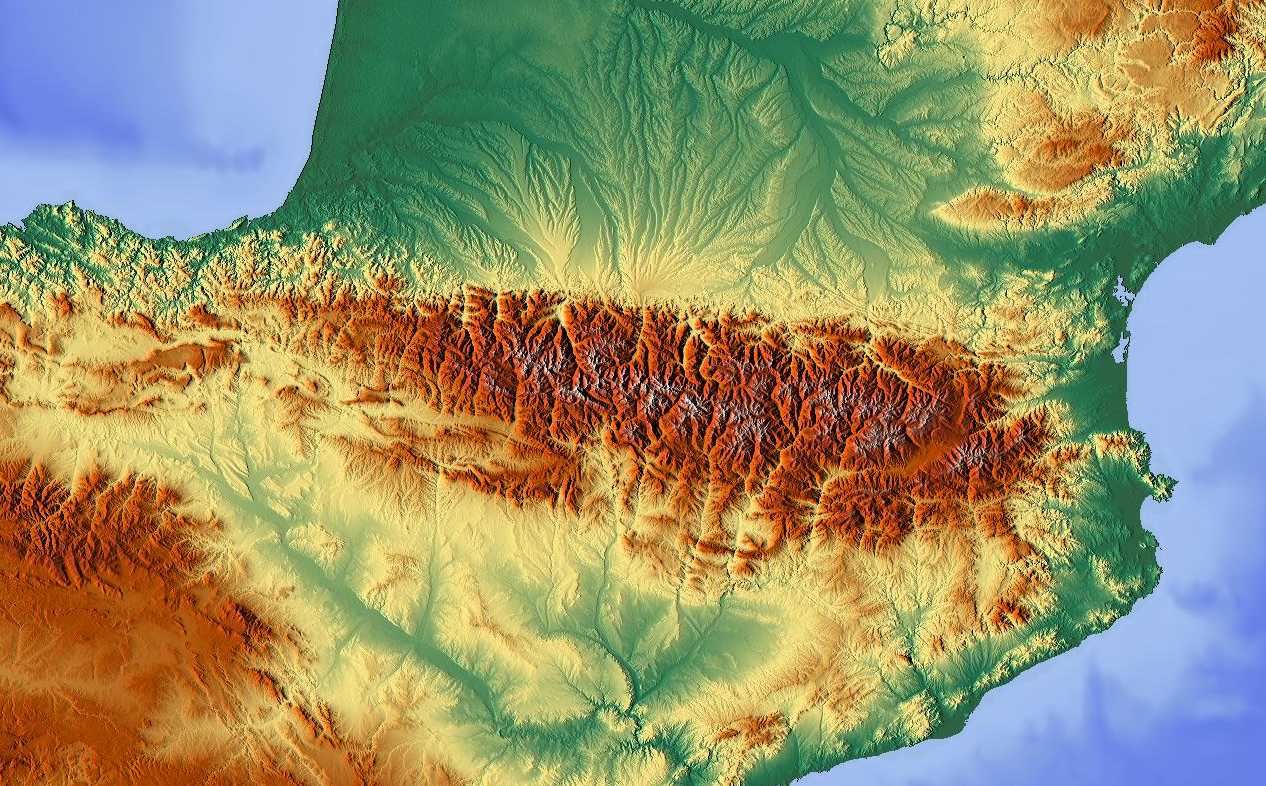
Reliëf van de Pyreneeën

De Pyreneeën strekken zich over een afstand van meer dan 450 kilometer uit van de Golf van Biskaje in het westen tot de Cap de Creus aan de Middellandse Zee. De bergketen, met toppen van meer dan 3000 meter, vormt een natuurlijke barrière die het Iberisch schiereiland afsluit van de rest van Europa. De Pyreneeën vormen voor pelgrims de traditionele toegangspoort tot het Spaanse gedeelte van de pelgrimsroute naar Santiago de Compostella.
De hoofdkam van de bergketen vormt grotendeels ook de staatsgrens tussen Frankrijk en Spanje, terwijl de binnenstaat Andorra tussen deze beide staten ligt. De Pyreneeën en zijn uitlopers zijn breder aan de zuidelijke zijde van de hoofdkam. Zo komt het dat ongeveer twee derde van het oppervlak van de bergketen op Spaanse grondgebied ligt en ongeveer één derde op Frans grondgebied.

### Geologie
De Pyreneeën hebben karakteristieke geologische kenmerken. De Pyreneeën zijn asymmetrisch, zowel in de noord-zuid- als in de oost-westrichting. De hellingen zijn veel steiler aan de Franse kant dan aan de Spaanse kant. Ook loopt de hoogte van de bergen geleidelijk op van de Atlantische Oceaan naar de Middellandse Zee.
Hoewel de Pyreneeën ontstaan zijn tijdens het Tertiair, tegelijk met de grote plooiing van de Alpen en de Himalaya, verschilt de structuur van de Pyreneeën toch in belangrijke mate van de Alpen. In de laatste is er voornamelijk sprake van grote overschuivingen, terwijl het in de Pyreneeën meer gaat om klassieke plooiingen.

### Fysisch geografische onderverdeling
Fysiogeografisch kunnen de Pyreneeën onderverdeeld worden in drie secties:
- De Atlantische of Westelijke Pyreneeën, van de Baskische bergen bij de Golf van Biskaje tot Somport
- De Centrale Pyreneeën: tussen de Somport en de Col de Puymorens. De hoogste bergen van de Pyreneeën liggen allen in de Centrale Pyreneeën.
- De Oostelijke Pyreneeën: ten oosten van de Col de Puymorens.

In de Westelijke Pyreneeën stijgt de hoogte gradueel van het westen naar het oosten. De grens tussen de Centrale en Oostelijke Pyreneeën wordt soms ook in de buurt van het Val d'Aran gelegd, waardoor het massief rond de Pica d'Estats tot de Oostelijke in plaats van de Centrale Pyreneeën hoort. De Oostelijke Pyreneeën blijven relatief hoog tot aan het massief van de Pic del Gegant (2881 m). Ten oosten hiervan daalt de gemiddelde hoogte plots naar 1131 meter bij de Coll de Malrems. Het lagere, oostelijkste deel van de Pyreneeën bestaat voornamelijk uit het Alberamassief.

### Hoogste bergen

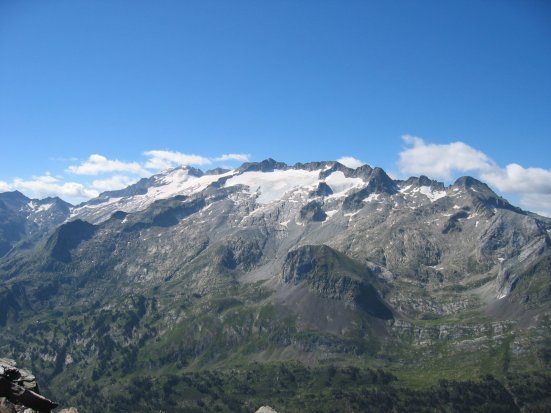
De Pico de Aneto, de hoogste berg van de Pyreneeën

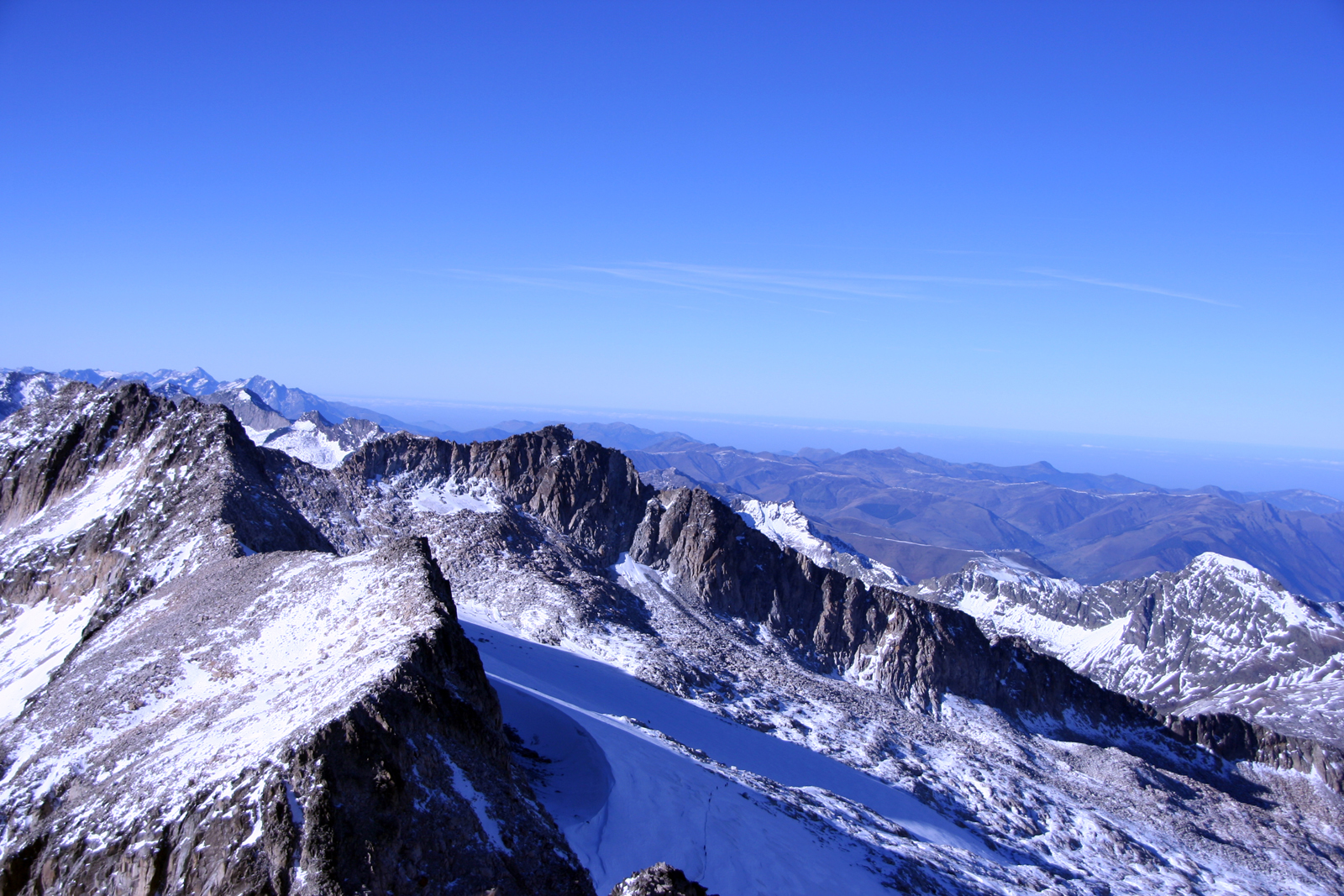
De Aneto-gletsjer

De drie hoogste bergen van de Pyreneeën zijn de Pico d'Aneto (3404 m), de Pico Posets (3375 m) en de Monte Perdido (3355 m). De Pique Longue van de Vignemale vormt het hoogste punt van de hoofdkam van de Pyreneeën en de hoogste berg die (deels) op Frans grondgebied ligt.

### Hoofdkam en hydrografie
De hoofdkam van de Pyreneeën loopt van de Cap de Creu in het oosten tot de Cap Higuer (noordelijke einde van de berg Jaizkibel). In een andere definitie, waarbij de hoofdkam ten noorden van het stroomgebied van de Bidasoa loopt, eindigt de hoofdkam via de Larrun en de Xoldokogaina op het strand van Hendaye.
Het massief wordt gedraineerd door rivieren, waarvan aan de noordzijde de Garonne en Adour de belangrijkste zijn. Andere zijn de Nive en Nivelle in het westen en de Têt in het oosten. Van deze opgenoemde rivieren stroomt enkel de Têt naar de Middellandse Zee. Aan de zuidelijke zijde behoren zo goed als alle rivieren tot het stroomgebied van de Ebro met zijrivieren als de Segre, Cinca, Aragon, Arga en Gállego. In het oosten is er nog een deel dat via de Ter rechtstreeks (niet via de Ebro) afstroomt naar de Middellandse Zee. Afhankelijk van de definitie ligt het stroomgebied van de Bidasoa, in het uiterste westen van de Pyreneeën, ten noorden of ten zuiden van de hoofdkam van de Pyreneeën.

### Europese waterscheiding
Het deel van de hoofdkam tussen Basaburua (tussen Arkiskil en de Puerto de Velata) en de Puig de la Grava valt samen met de waterscheiding tussen de Atlantische Oceaan en de Middellandse Zee. Ten oosten van de Puig de la Grava wateren beide zijden van de Pyreneeën af naar de Middellandse Zee.

### Staatsgrens
De staatsgrens tussen Spanje en Frankrijk loopt grotendeels maar niet geheel samen met de hoofdkam van de bergketen. Zo vormt de rivier de Bidasoa in het uiterste westen de grens tussen beide landen, terwijl de hoofdkam ten noorden of ten zuiden van deze rivier ligt (afhankelijk van de definitie). Ook rond Urdazubi, bij de Alto de Urquiaga en Puerto de Ibañeta ligt de staatsgrens ten noorden van de hoofdkam. Iets oostelijker, bij het woud van Irati is het omgekeerd en ligt de staatsgrens ten zuiden van de hoofdkam. Hier behoren delen van de Franse gemeentes Lecumberry, Mendive en Larrau tot het Ebrobekken.
Andorra ligt grotendeels aan de Spaanse zijde van de Pyreneeën.
Het Val d'Aran ligt aan de noordzijde van de Pyreneeën, maar behoort desondanks tot Spanje. Bij de Col de Puymorens en Coll de la Perxa ligt de staatsgrens dan weer ten zuiden van de hoofdkam. Franse gemeentes als Latour-de-Carol, Enveitg, Ur en Bourg-Madame liggen in het stroomgebied van de Carol (een zijrivier van de Segre – Ebrobekken).

### Provincies en departementen
De Spaanse Pyreneeën zijn deel van de volgende Spaanse provincies, van oost naar west: Girona, Barcelona, Lleida (allen in Catalonië), Huesca (in Aragon), Navarra (in Navarra) en Gipuzkoa (in Baskenland).
De Franse Pyreneeën zijn deel van de volgende departementen, van oost naar west: Pyrénées-Orientales (Noord-Catalonië en Fenolheda), Aude, Ariège, Haute-Garonne, Hautes-Pyrénées en Pyrénées-Atlantiques (met oude plannen tot splitsing van dit laatste in departementen Béarn en Baskenland). Het Franse Nationaal Park Pyreneeën ligt in de departementen Hautes-Pyrénées en Pyrénées-Atlantiques.
Andorra is een dwergstaat en kent enkel parochies als administratieve onderverdeling.

### Verkeer en vervoer

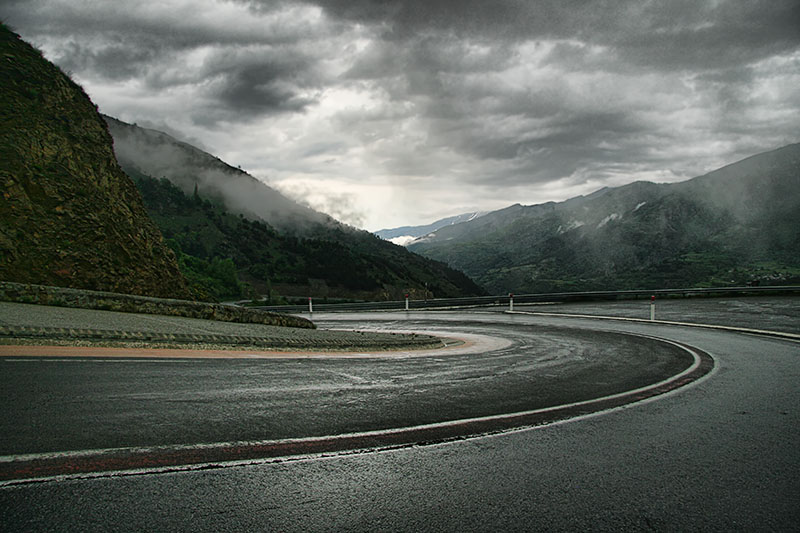
Weg in de Pyreneeën

De Pyreneeën vormen een grote barrière voor verkeer van noord naar zuid. Er zijn relatief weinig lage passen die de hoofdkam van de Pyreneeën oversteken. De belangrijkste passen zijn de volgende:
- Somport (1636 m), waar al in de Romeinse tijd een weg over liep.
- Port de la Bonaigua (2072 m): op de nabije pas bij Plan de Beret (1870 m) na, vormt deze pas het laagste punt van de hoofdkam tussen de Col du Pourtalet, meer dan 100 kilometer naar het westen en de Col du Puymorens / Coll de la Perxa, 100 kilometer oostelijker. Vandaag speelt de pas geen belangrijke rol meer door de aanleg van de tunnel van Viella.
- Col de Puymorens (1915 m): deel van de E9 op de route van Toulouse naar Barcelona.
- Coll de la Perxa (1581 m): verbinding tussen de vallei van de Têt en die van de Segre. Voornamelijk van belang voor verkeer tussen Zuidoost-Frankrijk en Centraal-Spanje.
- Col du Perthus (290 m): de belangrijkste Pyreneeënpas aan de oostelijke zijde. Door zijn beperkte hoogte kon er ook een autosnelweg over aangelegd worden. De enige hogesnelheidslijn tussen Frankrijk en Spanje loopt in een tunnel onder de col du Perthus.

Daarnaast zijn er nog enkele tunnelverbindingen die een belangrijke rol spelen in het verkeer van noord naar zuid. Dit zijn de tunnel van Bielsa en de tunnel van Viella. De eerste ligt in het midden van de Centrale Pyreneeën en vormt een belangrijke verbinding tussen Spanje en Toulouse. De tweede is opmerkelijk laag aangelegd (1400 m) onder 2290 meter hoge Port de Viella.
In het uiterste westen van de Pyreneeën omzeilen grote verkeersaders als de AP-8 en de internationale spoorweg Bordeaux-Madrid de bergen via een laag zadel (100 m) ten oosten van San Sebastian, maar meer naar het zuidwesten moeten deze nog wel over het Cantabrische gebergte met passen van minimaal 600 meter (bijv. de AP-1 ten noorden van Gasteiz).
De Port d'Envalira, tussen Frankrijk en Andorra, vormt met 2408 meter een van de hoogste passen van de Pyreneeën. Het is de hoogste pas die ook in de winter toegankelijk blijft.

## Geschiedenis

### Ancien régime
De koninkrijken Aragon en Navarra hadden hun zwaartepunt ten zuiden van de Pyreneeën, maar hadden historisch ook grondgebied ten noorden van de Pyreneeën. Voor Navarra ging het om het gebied Neder-Navarra voor een korte periode in de zestiende eeuw. Voor Aragon gaat het om Roussillon en het noordelijke deel van Cerdanya, voor een langere periode tot 1659. Vandaag zijn Aragon en Navarra beiden een regio van Spanje en loopt de Spaanse noordgrens ongeveer gelijk met de hoofdkam van de Pyreneeën.
In 1659 werd met het Verdrag van de Pyreneeën, dat afgesloten werd op een eiland in de nieuwe grensrivier Bidasoa, een reeks Spaans-Franse conflicten beëindigd. Een van de gevolgen was een nieuwe grens tussen beide koninkrijken, waarbij Spanje afstand deed van Neder-Navarra, Roussillon en het noordelijke deel van Cerdanya. Sindsdien loopt de staatsgrens ruwweg gelijk met hoofdkam van de Pyreneeën met belangrijke uitzonderingen.

### Tweede Wereldoorlog
Tijdens de Tweede Wereldoorlog staken ruim 39.000 vluchtelingen en militairen de bergen over om naar Spanje te gaan. De meesten werden door de Guardia Civil opgepakt en als ongewenste vreemdelingen naar een gevangenis gebracht, meestal in Lérida of Port. Velen kwamen daarna in Kamp Miranda terecht, inclusief ongeveer 350 Nederlandse Engelandvaarders. Zodra een uitreisvisum door het gezantschap was geregeld, konden ze verder reizen maar dit kon maanden duren. Veel Fransen staken de bergen over om zich bij de Vrije Franse Strijdkrachten van Charles de Gaulle in Noord-Afrika te voegen.
Sinds 1994 wordt jaarlijks vanuit Saint-Girons een tocht georganiseerd langs "Le Chemin de la Liberté" om deze vluchtelingen en hun veertigtal gidsen te herdenken. Daarbij gaan de deelnemers tot een hoogte van 2838 meter (Massif Mont Valier), maar de vluchtelingen moesten vaak een hogere route nemen, door de sneeuw, om niet gearresteerd te worden. Engelandvaarder Rudy Zeeman stak in 1944 over. Na de oorlog emigreerde hij naar Tasmanië, maar in 1994 kwam hij zijn tocht herdenken en ontmoette hij zijn gids opnieuw.

## Natuurreservaten
In de Pyreneeën bevinden zich drie nationale parken:
Spanje
- Nationaal park Ordesa y Monte Perdido (1918)
- Nationaal park Aigüestortes i Estany de Sant Maurici (1956)

Frankrijk
- Nationaal park Pyrénées (1967)

Daarnaast zijn er verschillende regionale parken en natuurreservaten. De grootste zijn:
Spanje
- Natuurpark Sierra y cañones de Guara (47.450 ha)
- Natuurpark Posets-Maladeta (33.267 ha)
- Natuurpark Alt Pirineu (69.850 ha)
- Natuurpark Cadí-Moixeró (41.342 ha)
- Natuurpark Capçaleres del Ter i del Freser
- Natuurpark Valles Occidentales

Frankrijk
- Parc naturel régional des Pyrénées catalanes (137.100 ha)
- Parc naturel régional des Pyrénées ariégoises
- Réserve naturelle nationale du Néouvielle (2.313 ha)
- Réserve naturelle nationale de Mantet (3.028 ha)
- Réserve naturelle régionale du massif du Pibeste-Aoulhet (5.110 ha)
- Réserve naturelle nationale de Py (3.930 ha)

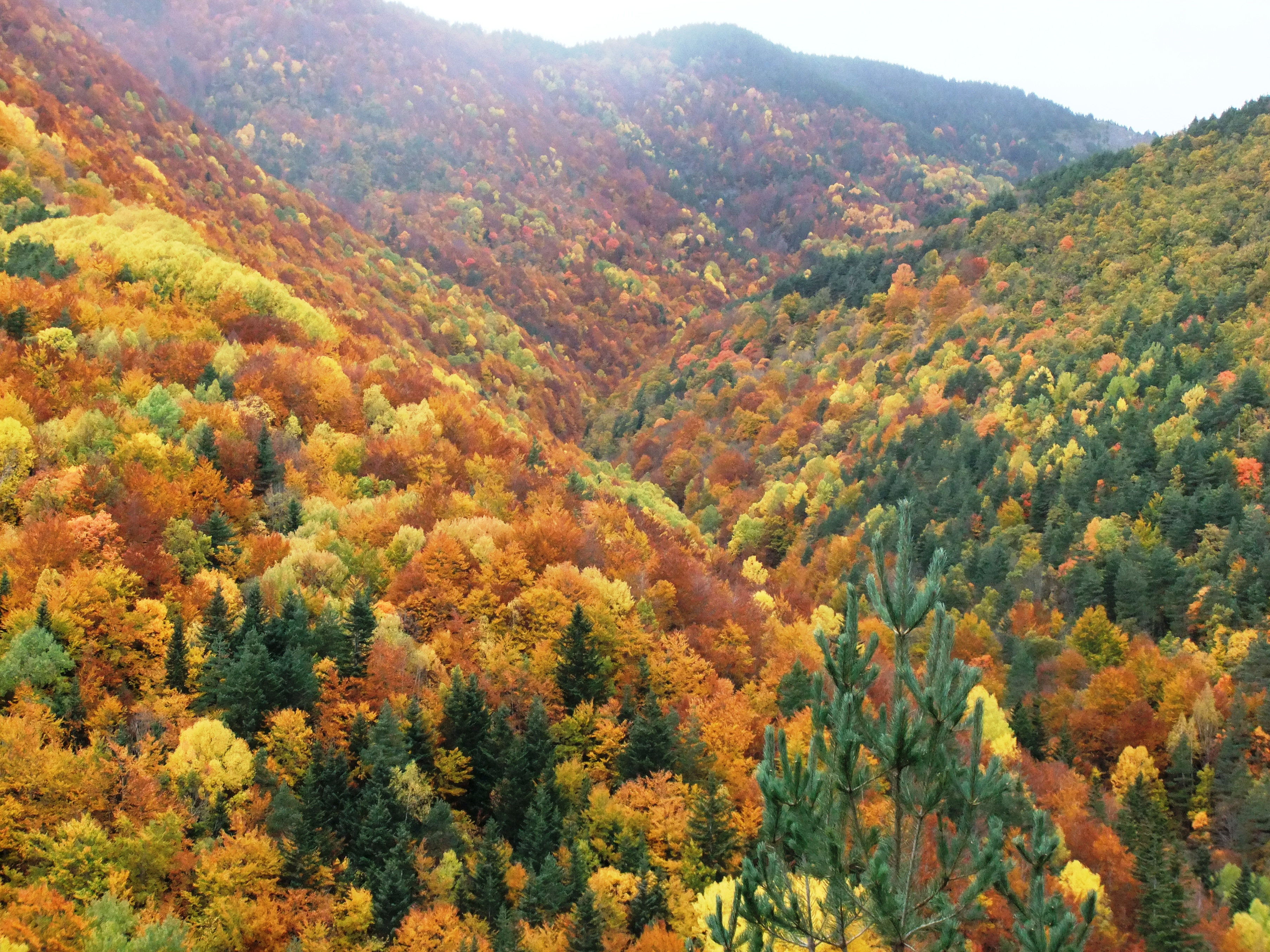
Monte Perdido
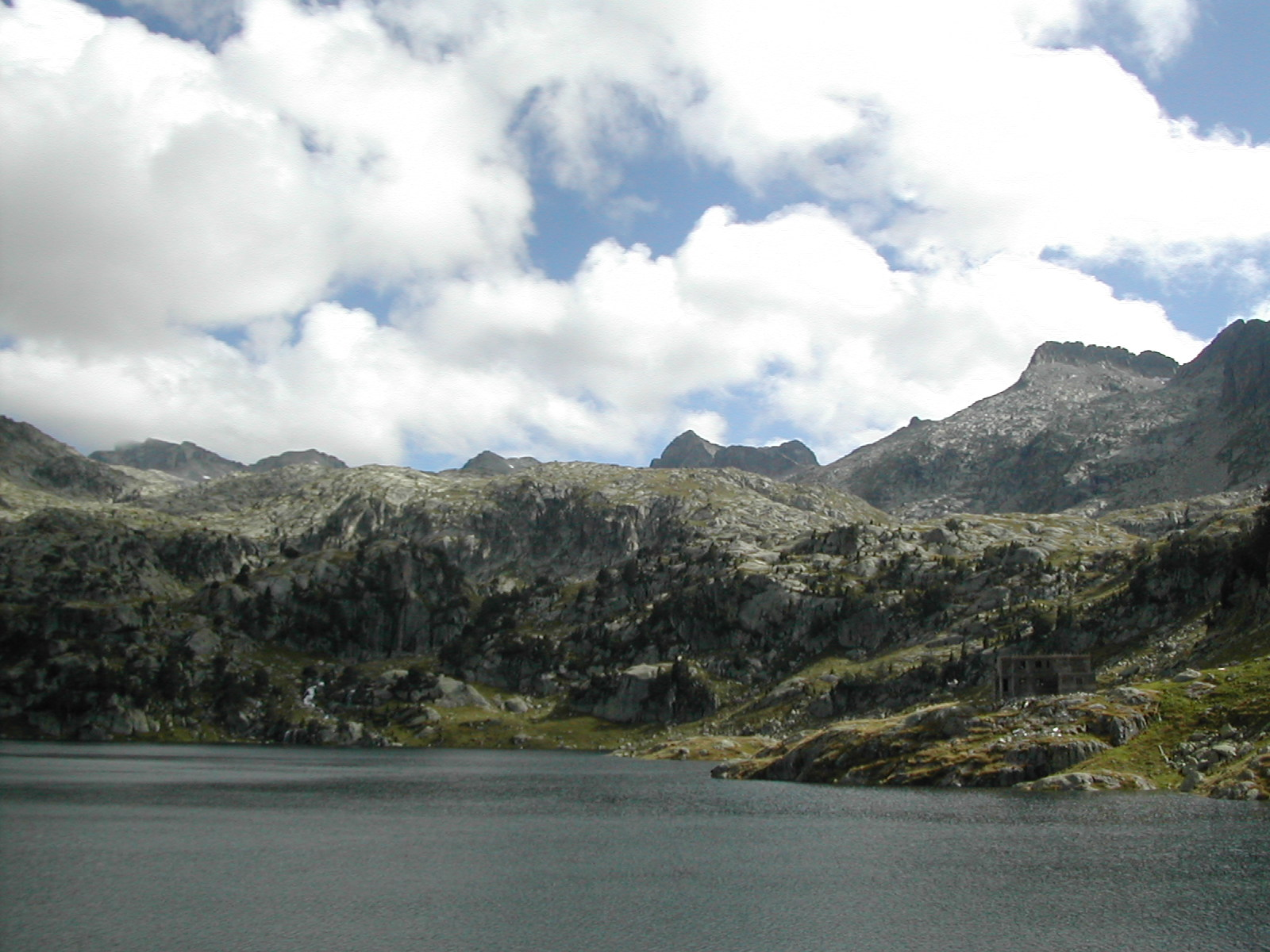
Aigüestortes i St Maurici
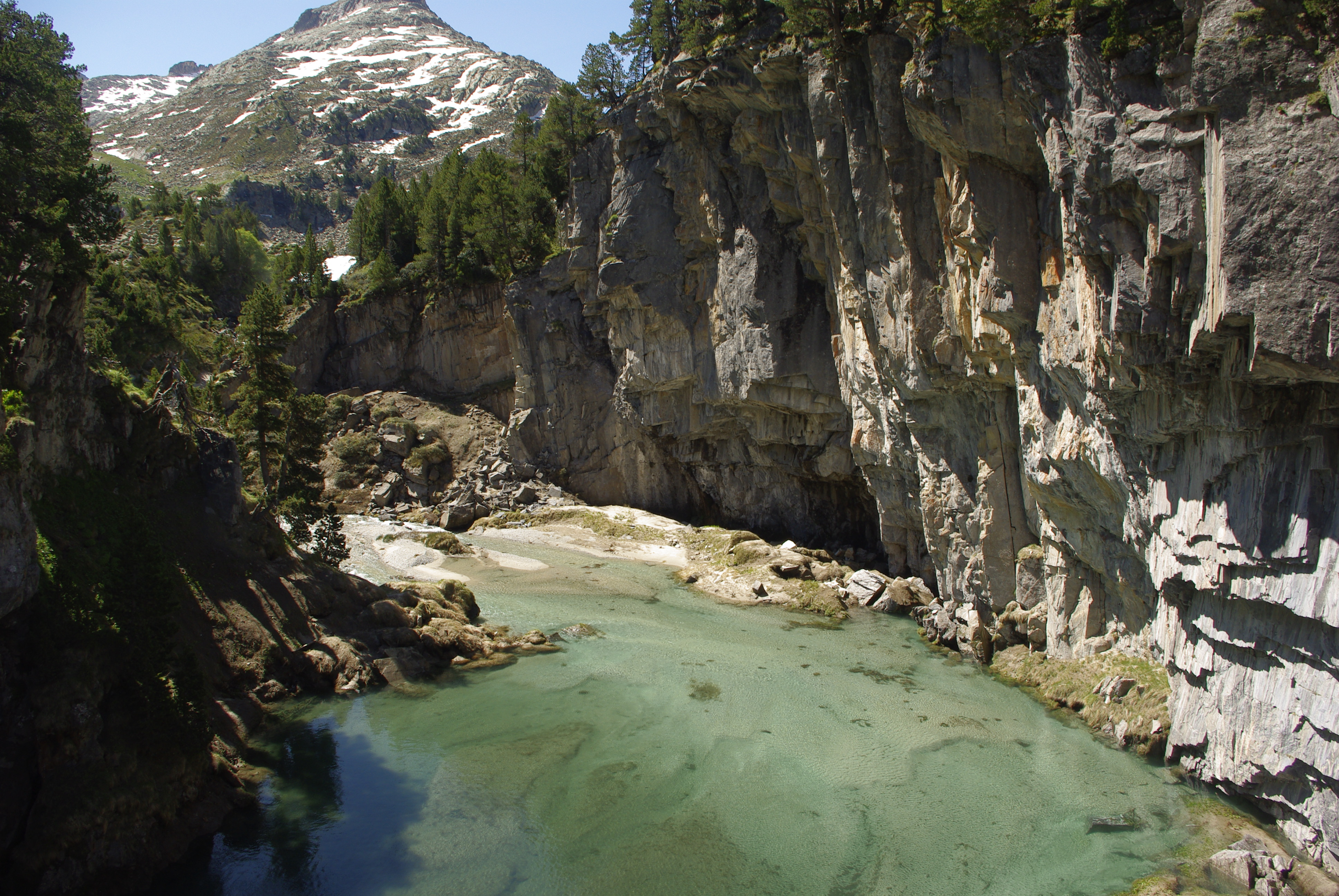
Posets-Maladeta
Mont Perdu

## Sport

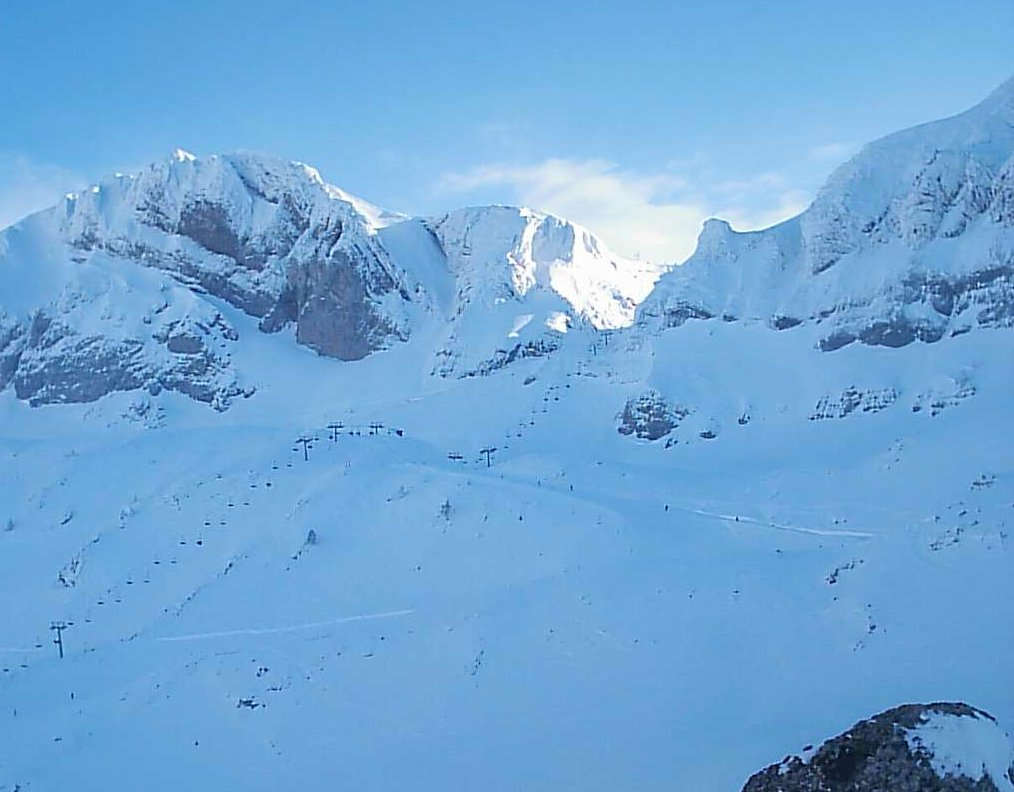
Skipistes in Candanchú

Zowel aan de Franse als aan de Spaanse kant wordt veel aan wintersport gedaan. Ook worden in de bergen veel hoogtetrainingen gedaan. In de maand juli komt de Tour de France door de bergen en in augustus de Ronde van Spanje.